# Flightradar24
Flightradar24 é um serviço sueco baseado na Internet que mostra informações de rastreamento de voos de aeronaves em tempo real em um mapa. Inclui informações de rastreamento de voo, origens e destinos, números de voo, tipos de aeronaves, posições, altitudes, rumos e velocidades. Ele também pode mostrar replays de lapso de tempo de trajetos anteriores e dados históricos de voo por companhia aérea, aeronave, área ou aeroporto.
Ele agrega dados de múltiplas fontes, mas, fora dos Estados Unidos, principalmente de coleta de informações de crowdsourcing por voluntários com receptores ADS-B e de receptores ADS-B baseados em satélite. O serviço está disponível por meio de uma página da web ou de aplicativos para dispositivos móveis. É a maior rede ADS-B do mundo, com mais de 35 mil receptores conectados. Mais de 200 mil voos rastreados diariamente e mais de 4 milhões de usuários por dia. Também é usado pela maioria das grandes companhias aéreas e outras empresas do setor de aviação, incluindo Airbus, Boeing e Embraer.

## História
O serviço foi fundado por dois entusiastas da aviação suecos em 2006 como Flygbilligt.com e mais tarde Flygradar.nu para o Norte e o Centro da Europa. O serviço foi inaugurado em 2009, permitindo que qualquer pessoa com receptor ADS-B adequado contribua com dados.
O serviço recebeu ampla exposição em 2010, quando a mídia internacional se baseou nele para descrever a interrupção dos voos sobre o Atlântico Norte e a Europa causada pelas erupções do vulcão Eyjafjallajökull na Islândia. O Flightradar24 surgiu na virada do mês de julho para agosto de 2010 com uma versão para aplicativo iOS.
Em 2014, foi usado por vários meios de comunicação importantes após vários acidentes de alto perfil: em março, após o desaparecimento do voo 370 da Malaysia Airlines, em julho, após o voo 17 da Malaysia Airlines ter sido abatido sobre a Ucrânia, e em dezembro, quando o voo 8501 da Indonesia AirAsia desapareceu. Em novembro de 2015, o jornal The Guardian informou que o voo Metrojet 9268 a caminho de São Petersburgo, na Rússia, vindo do Aeroporto Internacional de Sharm el-Sheikh havia quebrado no ar com base nas informações disponíveis no Flightradar24.
Em 3 de março de 2020, os dados ADS-B recolhidos por satélite foram disponibilizados a todos os utilizadores. As aeronaves localizadas usando dados de satélite são coloridas em azul no mapa e em amarelo se localizadas por receptores terrestres.
Em fevereiro de 2022, durante a invasão russa da Ucrânia, o site travou devido a um fluxo de visitantes rastreando voos dentro e ao redor da Ucrânia. Em março, o site foi usado para ver a reprodução da queda do voo 5735 da China Eastern Airlines. Em agosto, o avião que transportava Nancy Pelosi para Taiwan, o SPAR19, tornou-se o voo mais rastreado até o momento, rastreado por mais de 708 mil pessoas ao pousar em Taipei, com mais de 2,9 milhões seguindo pelo menos uma parte do trajeto do voo. Em setembro, o avião que transportava o caixão da Rainha Elizabeth II foi tentado ser rastreado por 6 milhões de usuários no primeiro minuto após a ativação do transponder, com 4,7 milhões de pessoas seguindo ao menos uma parte do voo, tornando-se o voo mais rastreado de todos os tempos. O site processou 76,2 milhões de solicitações relacionadas ao voo durante seu curso. O site chegou a travar devido ao grande número de usuários.

## Monitorando

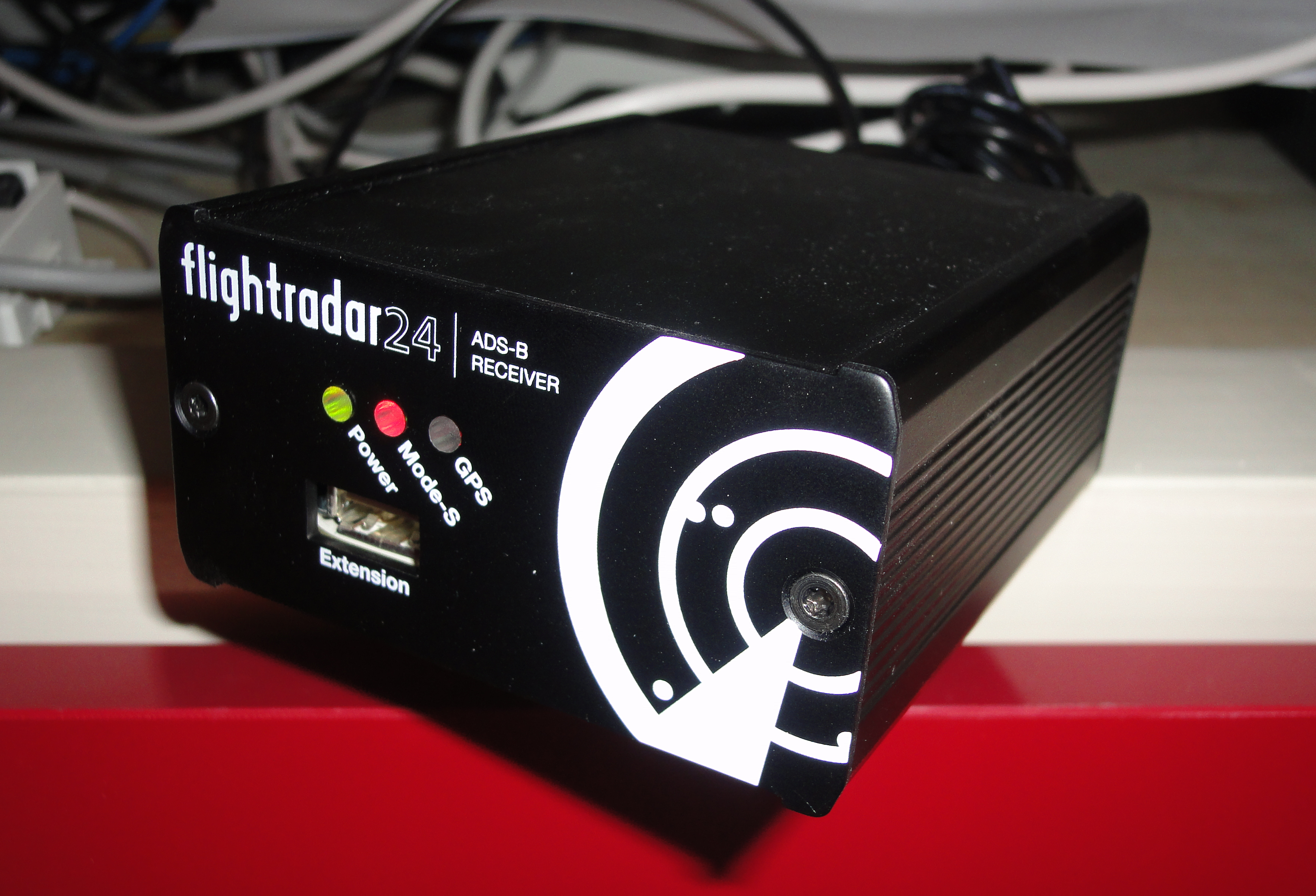
Receptor Flightradar24 ADS-B

O Flightradar24 agrega dados de seis fontes: 
1. Transmissão de Vigilância Dependente Automática (ADS-B). A principal fonte é um grande número de receptores ADS-B baseados em terra, que coletam dados de qualquer aeronave em sua área local equipada com um transponder ADS-B e enviam esses dados para a Internet em tempo real. Os transponders baseados em aeronaves usam o GPS e outras entradas de dados de voo para transmitir sinais contendo registro, posição, altitude, velocidade e outros dados do voo e da aeronave. Em 2019, cerca de 80% das aeronaves na Europa estavam equipadas com ADS-B e 60% nos Estados Unidos. As aeronaves Airbus são equipadas com ADS-B, mas os modelos Boeing 707, 717, 727, 737-200, 747-100, 747-200, 747SP não vêm equipados e geralmente não são visíveis, a menos que sejam adaptados por seus operadores. Os receptores ADS-B típicos incluem o SBS-1 da Kinetic Avionic e o AirNav da AirNav-systems e esses receptores são operados por voluntários, principalmente entusiastas da aviação. Os sinais ADS-B também podem ser recebidos e carregados por um rádio definido por software de baixo custo. Em 2021, Flightradar24 tinha a maior rede ADS-B do mundo, com mais de 30 mil receptores conectados.[4]
2. Multilateração (MLAT): A segunda fonte principal é a multilateração usando receptores Flightradar24. Todos os tipos de aeronaves serão visíveis nas áreas cobertas pelo MLAT, mesmo sem ADS-B, mas embora 99% da Europa esteja coberta, apenas partes dos Estados Unidos estão. São necessários pelo menos quatro receptores para calcular a posição de uma aeronave.[21]
3. Satélites: Satélites equipados com receptores ADS-B coletam dados de aeronaves fora da área de cobertura da rede ADS-B terrestre do Flightradar24 e enviam esses dados para a rede do Flightradar24.
4. Dados de radar dos EUA/Canadá
5. FLARM: Uma versão mais simples do ADS-B com alcance menor, usado principalmente por aeronaves menores, na maioria dos casos, planadores. O alcance de um receptor FLARM está entre 20 e 100 km.
6. Administração Federal de Aviação: Composto principalmente por dados atrasados de cinco minutos da Administração Federal de Aviação (FAA), mas isso pode não incluir o registro de aeronaves e outras informações.

## Privacidade
O site bloqueia a exibição de algumas informações ADS-B para fins de “segurança e privacidade”. Por exemplo, a posição da aeronave usada pelo imperador e primeiro-ministro japonês ficou visível no site até agosto de 2014, quando o Ministério da Defesa japonês solicitou o bloqueio da informação. O jornal The Guardian considera o site "autoritário".